# Behind Your Walls
Behind Your Walls är en singel av det amerikanska punkrockbandet The Offspring, som släpptes från Let the Bad Times Roll. Singeln var först tänkt att släppas den 8 mars 2022 till alternativa radiostationer i USA, men datumet blev framflyttat till den 19 april samma år istället. Singeln släpptes sedan den 6 maj 2022. Enligt Dexter Holland handlar "Behind Your Walls" om att försöka förstå och hjälpa någon som är fast i en depression och den berör även psykiska störningar. Noodles har sagt att "Behind Your Walls" är en av hans favoritlåtar från albumet, även om han kommenterade att hans åsikt ändrade sig dag för dag.

## Låtlista
Alla låtar är skrivna och komponerade av Dexter Holland, om inte annat anges. 
| Nr | Titel                        | Längd |
| -- | ---------------------------- | ----- |
| 1. | Behind Your Walls            | 3:21  |
| 2. | Behind Your Walls - Acoustic | 3:21  |